# Lago di Paola
Il lago di Paola (detto anche  "laguna di Sabaudia" o "lago di Sabaudia") è un lago salmastro costiero, della provincia di Latina, nel Lazio, classificata come zona umida di importanza internazionale (convenzione di Ramsar).

## Storia
L'uomo è presente sulle rive del lago fin dalla preistoria. Ritrovamenti di antiche ville e cisterne risalgono addirittura al I secolo a.C., mentre per il Canale Romano dovremo aspettare l'imperatore Nerone, che ne ordinò la costruzione, probabilmente per creare un percorso di navigazione sicuro dal porto di Ostia fino al lago di Averno. L'ambizioso progetto fu in seguito abbandonato.
Di preciso tra il XII e il XIV secolo furono i monaci benedettini a ristabilirsi sulle sue rive, nel Santuario della Sorresca, e qui avviarono una prima attività ittica. Successivamente, Papa Bonifacio VIII affidò il lago alla famiglia Caetani, in quanto rientrava all'interno del Feudo del Circeo. L'area del lago era paludosa e malsana, per questo l'Amministrazione Pontificia avviò i lavori di bonifica e nel 1721 ripristinò il Canale Romano, ma fu solo grazie ai lavori di bonifica dell'Agro Pontino che il lago di Paola assunse l'aspetto odierno. Nel 1888 Clementino Scalfati acquistò il lago, che divenne oggetto di un lungo contenzioso giuridico, oggi concluso con il riconoscimento dei diritti della famiglia.
Tra il 1963 e il 1964, a cavallo del lago venne costruito il Ponte Giovanni XXIII, progettato dall'ingegnere Riccardo Morandi.

## Descrizione
Con una superficie di circa 3,9 km² (completamente compresa all'interno del comune di Sabaudia e del parco nazionale del Circeo), un perimetro di circa 20 km, una profondità media di 4,5 metri ed una profondità massima di 10 metri, è separato dal mare dalla duna litoranea e il ricambio idrico è assicurato da 2 canali artificiali: la foce del Caterattino e la foce del canale Romano a Torre Paola. Collegato al vicino lago di Caprolace tramite il Canale di Fossa Augusta, insieme ad esso e agli altri due laghi di Fogliano e dei Monaci fa parte di una Zona Umida di interesse Internazionale. È vietata la navigazione a motore e ospita una ricca produzione di itticoltura con mitili e ostriche ed è sede di canottaggio e sport della vela. Dal 1888 è proprietà della famiglia Scalfati, che ha acquistato il bacino lacustre dal cavalier Giachetti, dopo che lo Stato italiano lo aveva alienato nel 1881.

### Flora e fauna
La vegetazione che caratterizza le rive è la tipica macchia mediterranea, resistente al tipo di terreno e alla forte salinità delle sue acque. La fauna è composta da tassi, volpi, ma soprattutto da uccelli che si fermano a svernare proprio sulle sue acque.

## Galleria d'immagini

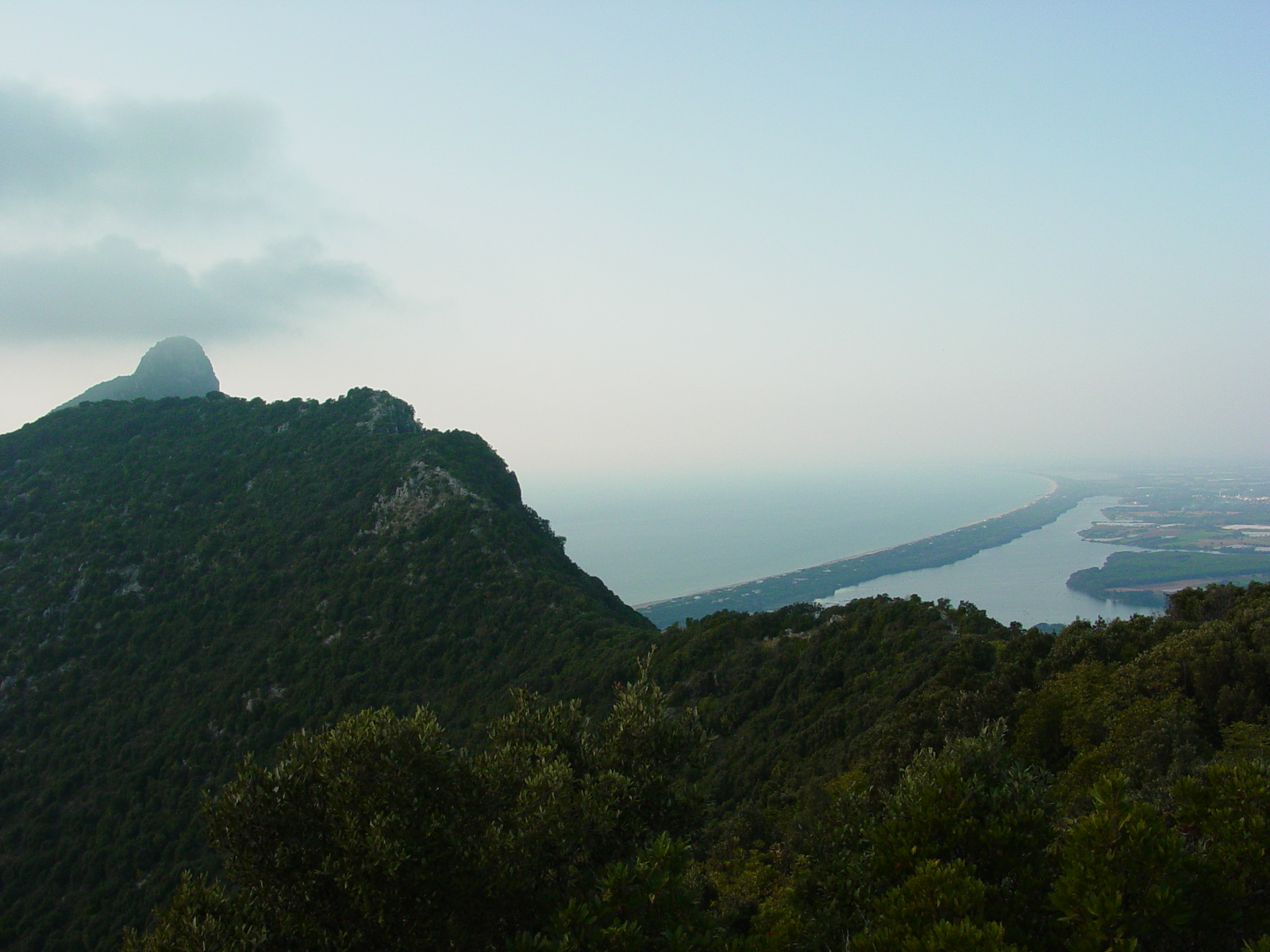
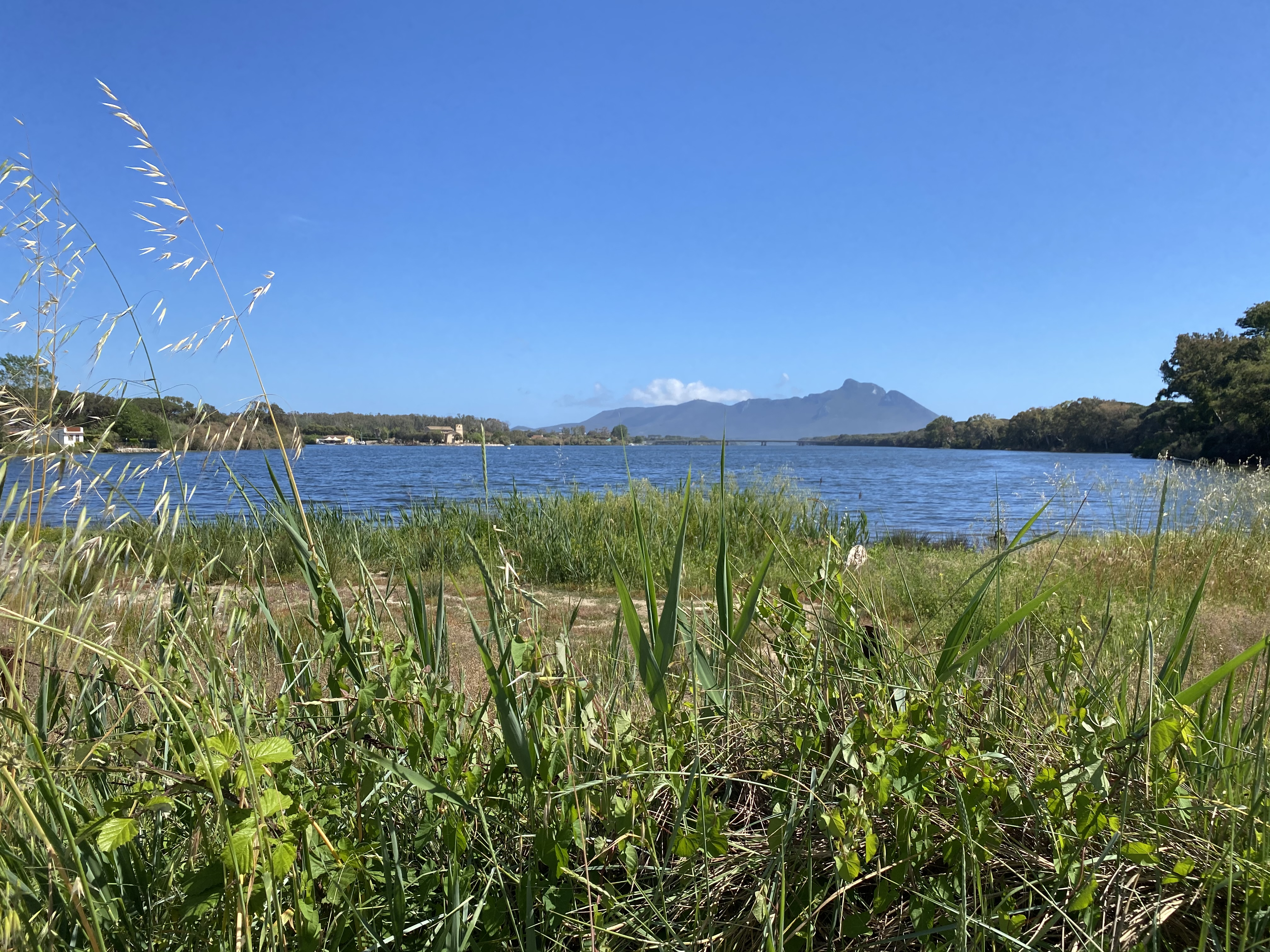
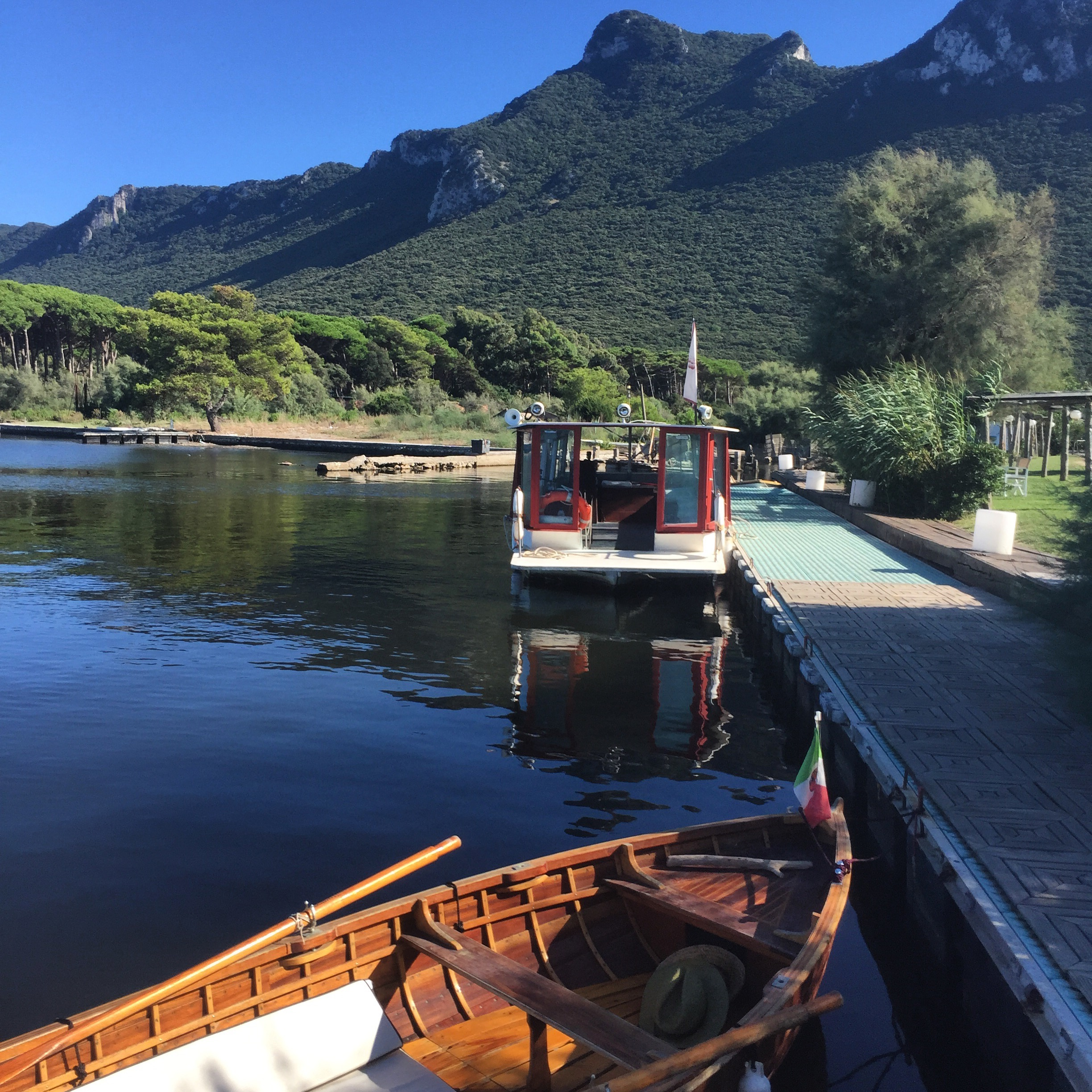